# Національна академія образотворчого мистецтва і архітектури
Націона́льна акаде́мія образотво́рчого мисте́цтва і архітекту́ри (НАОМА) — єдиний в Україні багатопрофільний вищий навчальний заклад художньої освіти, що має академічне спрямування і готує фахівців живопису, скульптури, графіки, графічного дизайну, театрально-декораційного мистецтва, архітектури, реставрації творів мистецтва, мистецтвознавства та артменеджменту.

## Історія

### Українська академія мистецтв

Федір Кричевський — перший ректор (1917—1918, 1920—1922)

У 1917 році була створена Українська академія мистецтв з ініціативи видатних діячів культури, науки і мистецтва — академіка Михайла Грушевського, вчених Дмитра Антоновича і Григорія Павлуцького, художників Василя Кричевського, Федора Кричевського, Вадима Меллера, Михайла Бойчука, Олександра Мурашка, Георгія Нарбута, Миколи Бурачека, Михайла Жука, Абрама Маневича.
- Стоять (зліва направо): Нарбут, Василь Кричевський, Бойчук. Сидять (зліва направо): Маневич, Мурашко, Федір Кричевський, Грушевський, Стешенко, Бурачек.
- Стоять (зліва направо): Мурашко, Нарбут, Василь Кричевський. Сидять (зліва направо): Бурачек, Федір Кричевський, Бойчук, Жук.

Урочисте відкриття Академії відбулося 22 листопада (5 грудня) 1917 року в приміщенні Української Центральної Ради. 5 (18) грудня того ж року Українська Центральна Рада ухвалила Закон про Українську Академію Мистецтв, а також її Статут. Академію очолювала Рада Академії у складі Дмитра Антоновича, Павла Зайцева, Данила Щербаківського (вчений секретар) та ін. Ректорами Академії були: Василь Кричевський, Федір Кричевський (1918 і 1921 — 23), Олександр Мурашко, Георгій Нарбут, Михайло Бойчук. Перші професори: Михайло Бойчук (монументальне мистецтво), Микола Бурачек (пейзаж), Василь Кричевський (архітектура, композиція), Федір Кричевський (побутовоісторичне малярство, портрет), Абрам Маневич, Олександр Мурашко, Михайло Жук (станкове малярство, рисунок), Юрій Нарбут (графіка), Данило Щербаківський (українське народне мистецтво, історія українського мистецтва). 1921 року до професорського складу додатково увійшли: Лев Крамаренко (монументально-декоративне малярство), Вадим Меллер (театральне оформлення), Софія Налепинська-Бойчук (дереворит), Євген Сагайдачний, Бернард Кратко (скульптура), Андрій Таран (мозаїка) та ін.

### Київський Інститут Пластичних Мистецтв
1922 року розпорядженням Губернського відділу професійної освіти при Наркоматі освіти Академію перетворено на Київський Інститут Пластичних Мистецтв, який 1924 року, після об'єднання з Київським архітектурним інститутом, дістав назву Київський художній інститут.
Постановою Кабінету Міністрів України від 17 грудня 1992 року закладові повернуто первісну назву — Українська академія мистецтв, а відповідно до постанови Кабінету міністрів України від 17 березня 1998 року вона стала Академією образотворчого мистецтва і архітектури.
Рішенням Державної акредитаційної комісії України від 8 липня 1997 року академію акредитовано за IV рівнем, а 23 листопада 1999 року — атестовано.
Як визначному мистецькому осередкові в освіті, за значні досягнення у навчальній і науковій діяльності, підготовці мистецьких і науково-педагогічних кадрів у галузі образотворчого мистецтва і архітектури академії Указом Президента України від 11 вересня 2000 року надано статус Національного навчального закладу.
У 2017 році на державному рівні в Україні відзначався ювілей — 100 років з часу заснування Національної академії образотворчого мистецтва і архітектури (грудень 1917).

## Факультети
У НАОМА діють такі факультети:
- живопису;
- графіки;
- архітектури;
- теорії та історії мистецтва;
- скульптури;
- реставрації творів мистецтва;
- графічного дизайну;
- сценографії та кіносценографії.

## Вихованці
Див. також: Категорія:Випускники НАОМА
|                                      |  |  |
| Ювілейна монета НБУ присвячена НАОМА |  |  |

За час існування академія стала головним вищим навчальним закладом з підготовки кадрів українського образотворчого мистецтва і архітектури. У ній виховано близько 7 тисяч фахівців, сформувались всесвітньовідомі мистецькі школи Михайла Бойчука, Георгія Нарбута, Федора Кричевського.
Творчість таких талановитих випускників академії, як Олександр Балакін, Платон Білецький, Ніна Божко,Василь Бородай,Олександр Бурлін, Марина Ващенко, Макар Вронський, Тетяна Голембієвська, Юрій Гончаренко, Сергій Григор'єв, Михайло Грицюк, Сімка Гуєцький, Василь Гурін, Олександр Данченко, Катерина Двоєглазова, Костянтин Добрянський, Михайло Дмитренко, Борис Довгань, Володимир Дубровський, Костянтин Єлева, Ірина Єремеєва, Єршов Геннадій, Василь Забашта, Володимир Заболотний, Андрій Зяблюк, Христина Катракіс, Вадим Клєваєв, Олександр Ковальов, Володимир Костецький, Олександр Костецький, Катерина Косьяненко, Борис Краснов, Роберт Лісовський, Георгій Волошин, Олександр Лопухов, Микола Марченко, Ніна Марценюк, Георгій Меліхов, Іван Мельничук,Олександр Мордань, Федір Нірод, Степан Нечай, Вадим Одайник, Зоя Одайник-Самойленко, Оксана Одайник, Олексій Олійник, Оксана Павленко, Іван Падалка, Олександр Пащенко, Анатолій Пламеницький, Оксана Полтавець-Гуйда, Галина Попінова, Оксана Попінова, Микола Попов, Віктор Пузирков, Віктор Радченко, Ольга Рапай-Маркіш, Микола Рокицький, Віктор Романщак, Олександр Рубан, Олена Сахновська, Василь Седляр, Іван Селіванов, Оксана Слєта, Світлана Сорока, Микола Стороженко, Михайло Хмелько, Ук Дара Чан, Василь Чебаник, Андрій Чебикін, Вілен Чеканюк, Володимир Чепелик, Віктор Шаталін, Віталій Шостя, Валерій Швецов, Флоріан Юр'єв, Тетяна Яблонська, Василь Босенко, Георгій Якутович, Марина Соченко, Валентина Плавун,Бичко Олександр  та багатьох інших стала надбанням української національної культури.

## Герб НАОМА
Основою і центром герба є розміщене у полі геральдичного барокового щита стилізоване графічне зображення сирина. Сирин — фантастичний птах із жіночою головою. За народним повір'ям, сирин — віщий птах, що знає минуле й майбутнє, може заглянути у найпотаємніші куточки Всесвіту. Як і ще один міфічний птах — фенікс — сирин є незнищенним, бо щоразу відроджується з попелу. У гербі сирина зображено з розпростертими крилами й поглядом, зверненим до глядача. Він — золотого кольору, що символізує шляхетність і велич.
Щит, на якому зображено золотого сирина, малинового кольору (геральдична назва — фіалковий). Барокова форма щита є невипадковою. Бароко, представлене в гербі, названою формою — найхарактерніший для історії української культури мистецький напрямок та період. Згори над щитом зображено золоте сонце, яке символізує джерело знань і майстерності, освітньо-навчальний характер академії.
Щит із зображенням сирина оточено вінком із лаврового та дубового листя, оповитим стрічкою з написом «Українська академія мистецтв». Вінок має яскраве зелене забарвлення, що символізує життя, багатство й незнищенність таланту і творчості. Стрічка з написом обвивається навколо вінка, лицьовий бік стрічки — білого кольору, зворотний — блакитного.
Художнє вирішення герба виконав 1997 року як дипломну роботу випускник факультету графіки Олексій Вікторович Карпенко.

## Головний навчальний корпус
Адреса НАОМА — Вознесенський узвіз, 20.
1898 за проєктом архітектора Євгена Єрмакова на Вознесенському узвозі споруджено будинок Київської духовної семінарії. 1925 року в цьому приміщенні розмістився художній інститут.
На території корпусу встановлено бюст Тараса Шевченка (скульптор М. Лисенко, архітектор
І. Шемседінов, різьбяр по каменю А. Клименко), статую Лесі Українки (скульптор В. Прядка), статую колишнього студента інституту Я. Приходька, який загинув під час німецько-радянської війни 1941—1945 років (скульптор Н. Ю. Карбовська) та меморіальний комплекс зі стелою (архітектор М. Семирог-Орлик), на якій викарбувано імена студентів і викладачів навчального закладу, які полягли в роки війни. У 1996 році поруч із будівлею академії встановлено Пам'ятник репресованим митцям.

## Галерея

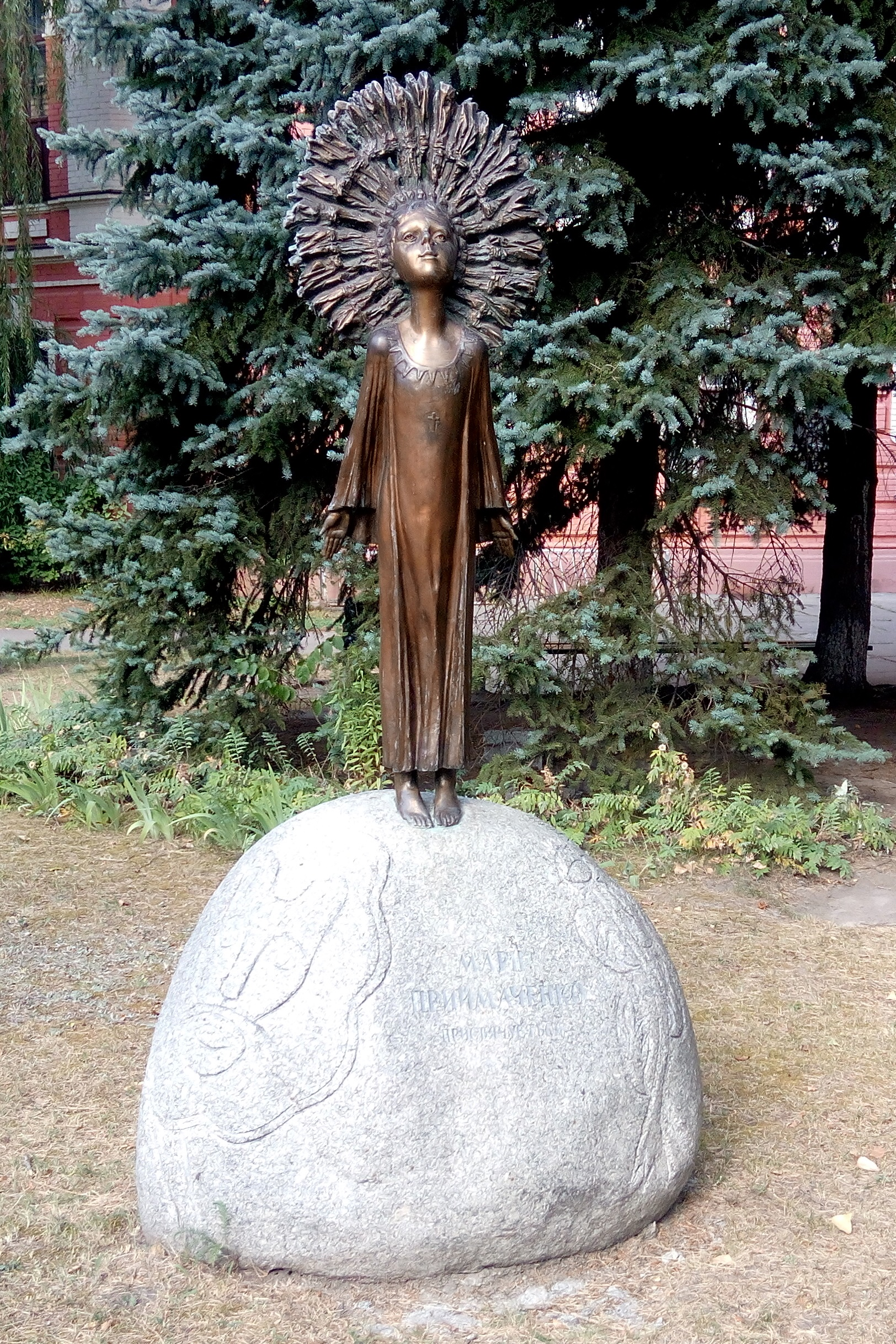
Бронзова скульптура дівчинки
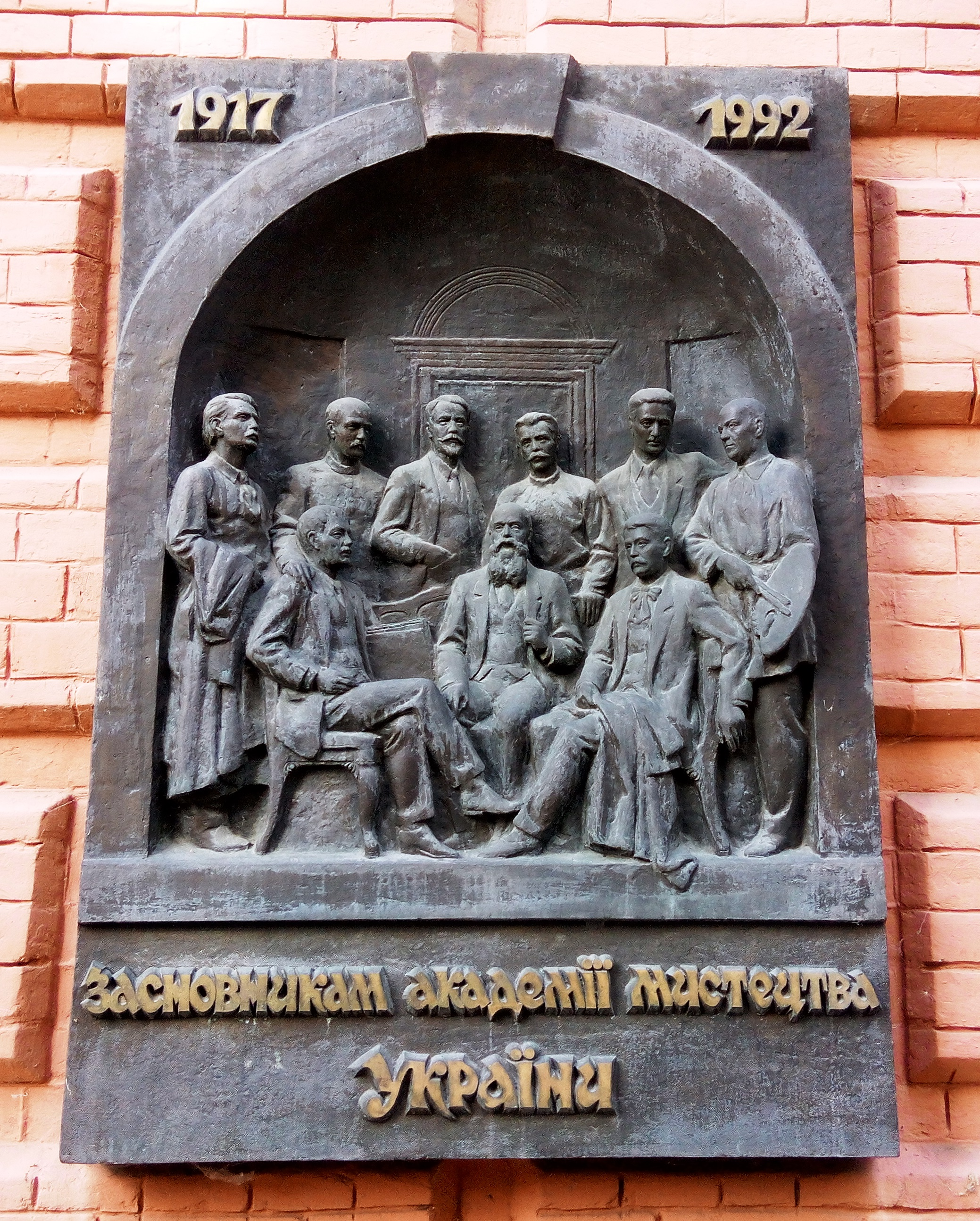
Пам`ятна дошка засновникам академії
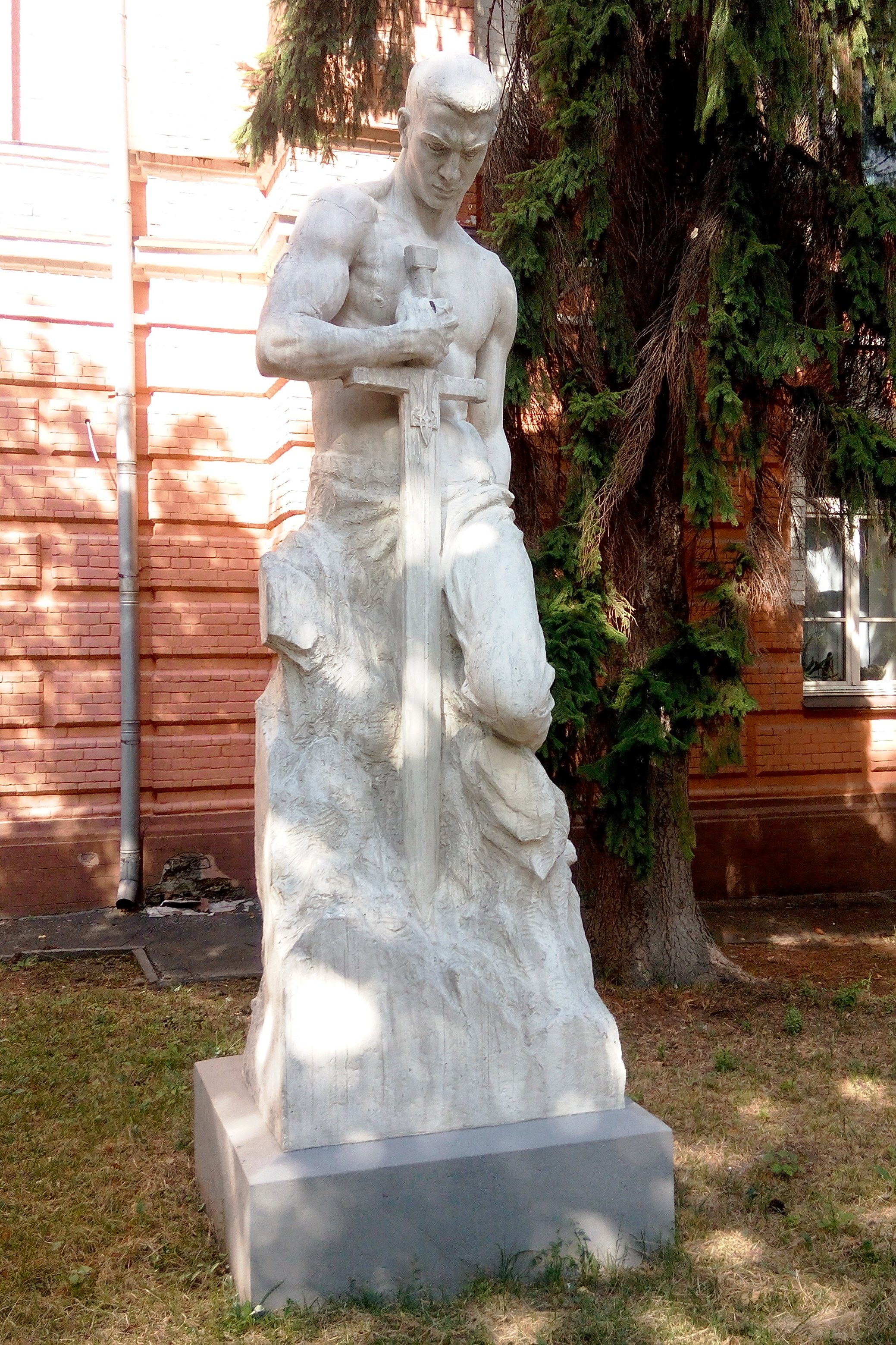
Скульптура воїна з мечем
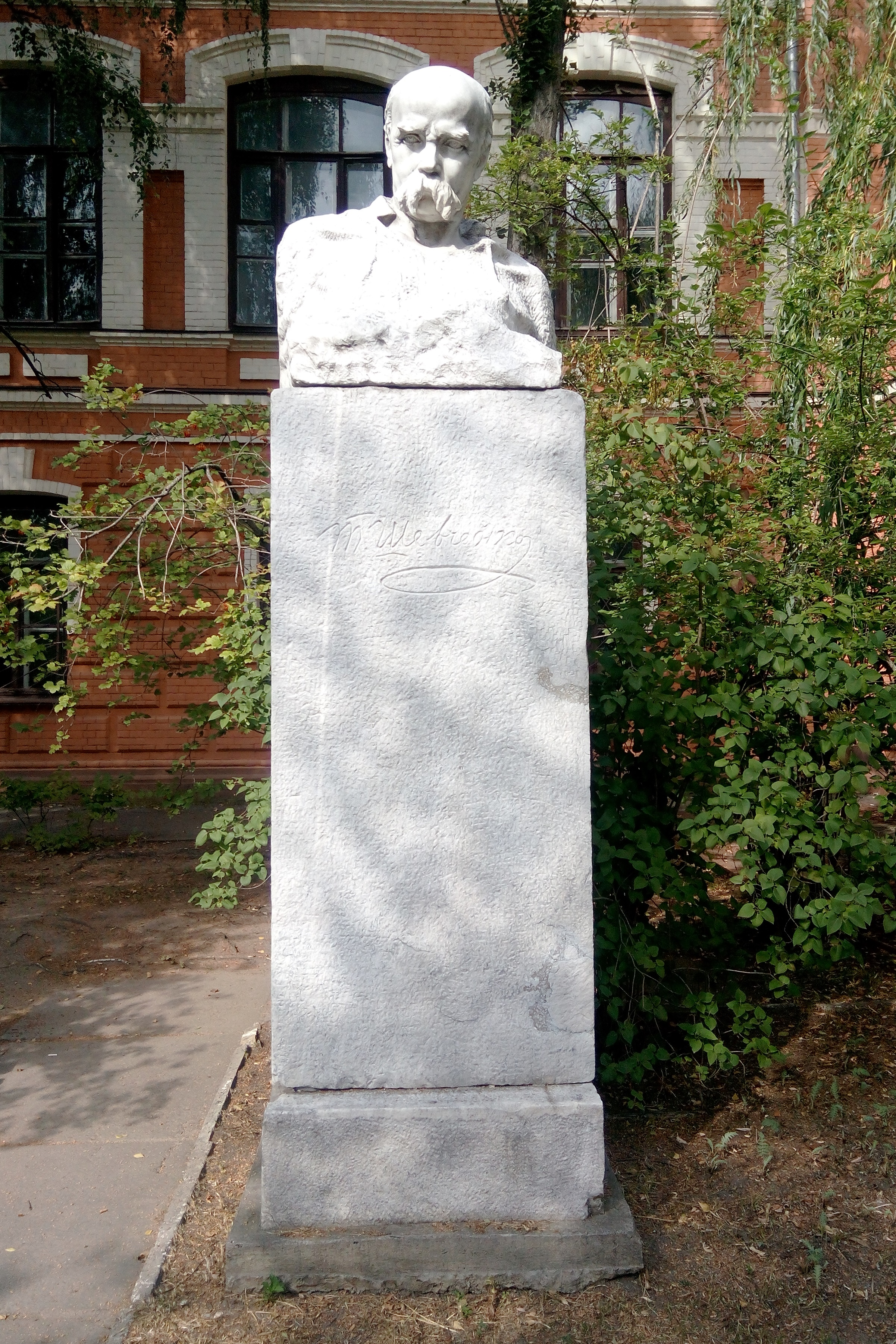
Погруддя Тарасу Шевченку
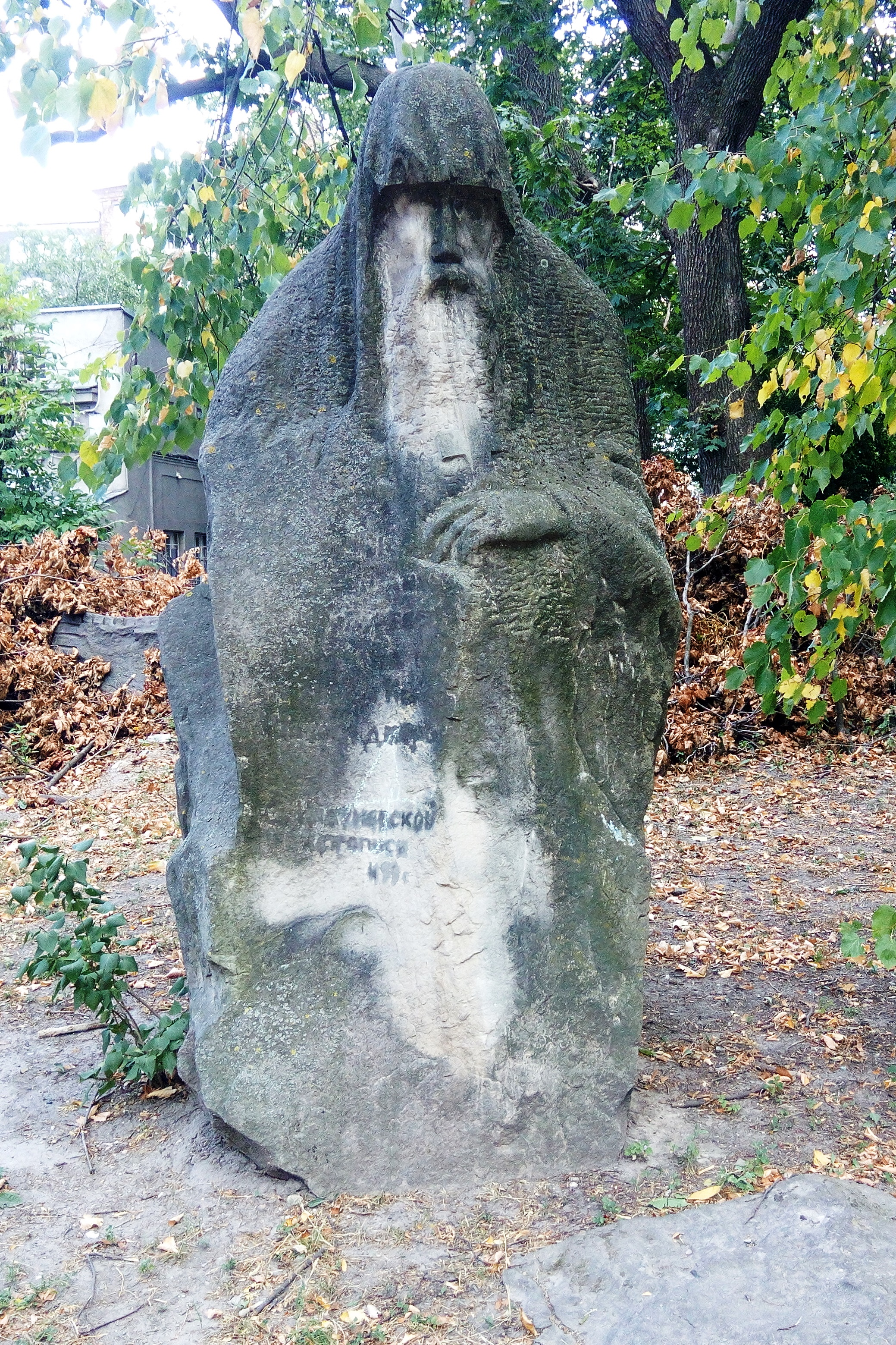
Кам`яна скульптура